# 帝国行政论
帝国行政论（拉丁語：De Administrando Imperio）是10世纪拜占庭帝国皇帝君士坦丁七世为其子即未来皇帝罗曼努斯二世写于948年至952年间，涉及内政和外交政策的著作。帝国行政论用于对罗曼努斯进行政治启蒙涉及管理国家，与敌人作战及周边各民族情况及如何平衡周边势力而不损害自身利益，并非为公众所作，其中包含了许多拜占庭帝国的国家机密。